# Омлоп Хет Ниувсблад (женский)
Омлоп Хет Ниувсблад (нидерл. Omloop Het Nieuwsblad) — шоссейная однодневная велогонка, проходящая по территории Бельгии с 2006 года. Является женской версией мужской гонки Омлоп Хет Ниувсблад.

## История
Гонка была создана в 2006 году фламандской газетой Het Volk под названием Омлоп Хет Волк (нидерл. Omloop Het Volk) и сразу вошла в Женский мировой шоссейный календарь UCI.
В мае 2008 году бывшие конкурирующие газеты Het Volk и Het Nieuwsblad объединились, в результате чего начиная с 2009 гонка была переименована в Омлоп Хет Ниувсблад (нидерл. Omloop Het Nieuwsblad) по названию более крупной газеты. 
Гонка 2019 закончилась скандалом. Женская гонка стартовала через 10 минут после мужской гонки. Швейцарке Николь Ханзельманн удалось оторваться от пелотона в отрыв и проехав 30 км догнать хвост мужской гонки. После этого официальные лица остановили её и всю женскую гонку, чтобы не допустить смешения двух гонок. Это решение директоров гонки встретило неоднозначную реакцию публики. Спустя некоторое время гонку возобновили с сохранением временных разрывов на момент остановки. Но Николь Ханзельманн не сумела сохранить своё преимущество. Пелотон быстро догнал и обогнал её. В итоге она финишировал только на 74-м месте.
В 2021 году вошла в календарь Женской ПроСерии UCI. А через два года 2023 году в календарь Женского мирового тура UCI.
Организатором выступает Flanders Classics.

### Маршрут
Маршрут гонки проходит в Восточной Фландрии. Он включает расположенные во Фламандских Арденнах от 8 до 10 категорийных коротких, узких и крутых подъёмом, некоторые из которых имеют брусчатое покрытие и около 5 равнинных мощёных участков.
Изначально с 2006 года старт был в Дерлейк, а финиш в Дейнзе. В 2009 года старт переместился в Мерелбеке пригород Гента, а финиш стал располагаться непосредственно в Генте. Последними категорийными подъёмами на маршруте были Wolvenberg и Molenberg располагавшимися за 45 и 35 км соответственно до финиша.
С 2018 года гонка стала финишировать в Нинове проходя через Герардсберген. Это позволило сделать последними категорийными подъёмами на маршруте Muur van Geraardsbergen и Bosberg расположенными за 16 и 12 км соответственно до финиша. При этом подъёмы Wolvenberg и Molenberg  сохранились и стали одними из первыми на маршруте.
Протяжённость дистанции колеблется в интервале от 120 до 130 км, что примерно на 80 км меньше чем у мужчин.

## Призёры
| Год  | Победитель           | Второй                 | Третий                    |
| ---- | -------------------- | ---------------------- | ------------------------- |
| 2006 | Сюзанна де Гуде      | Мирьям Мельхерс        | Таня Шмидт-Хеннес         |
| 2007 | Ми Лакота            | Моника Холлер          | Жаколиен Валлаард         |
| 2008 | Кирстен Вилд         | Ангела Хенниг          | Эмма Юханссон             |
| 2009 | Сюзанна де Гуде      | Ноэми Кантеле          | Келли Дрёйтс              |
| 2010 | Эмма Юханссон        | Лисбет Де Вохт         | Грейс Вербеке             |
| 2011 | Эмма Юханссон        | Андреа Босман          | Хантал Блак               |
| 2012 | Лус Гюнневейк        | Эллен Ван Дейк         | Трикси Воррак             |
| 2013 | Тиффани Кромвель     | Меган Гарнье           | Эмма Юханссон             |
| 2014 | Эми Питерс           | Эмма Юханссон          | Элизабет Армитстед        |
| 2015 | Анна Ван дер Брегген | Эллен Ван Дейк         | Элизабет Армитстед        |
| 2016 | Элизабет Армитстед   | Хантал Блак            | Тиффани Кромвель          |
| 2017 | Люсинда Бранд        | Хантал Блак            | Аннемик ван Влётен        |
| 2018 | Кристина Сиггорд     | Алексис Райан          | Мария Джулия Конфалоньери |
| 2019 | Хантал Блак          | Марта Бастианелли      | Йип ван ден Бос           |
| 2020 | Аннемик ван Влётен   | Марта Бастианелли      | Флортье Макай             |
| 2021 | Анна Ван дер Брегген | Эмма Норсгор-Йёргенсен | Эми Питерс                |
| 2022 | Аннемик ван Влётен   | Деми Воллеринг         | Лорена Вибес              |
| 2023 | Лотте Копеки         | Лорена Вибес           | Марта Бастианелли         |
| 2024 | Марианна Вос         | Лотте Копеки           | Элиза Лонго Боргини       |
| 2025 | Lotte Claes          | Аурела Нерло           | Деми Воллеринг            |